# Jamaica Center – Parsons/Archer
Jamaica Center – Parsons/Archer – stacja początkowa metra nowojorskiego, na linii E, J i Z. Znajduje się w dzielnicy Queens, w Nowym Jorku i zlokalizowana jest przed stacją Sutphin Boulevard – Archer Avenue – JFK Airport. Została otwarta 11 grudnia 1988.